# Rumacon
Rumacon – rodzaj chrząszczy z rodziny kózkowatych i z podrodziny zgrzypikowych. 

## Zasięg występowania
Przedstawiciele tego rodzaju występują w Ameryce Płd. od Brazylii na płn. po Argentynę na płd.

## Systematyka
Do Rumacon zaliczane są 2 gatunki:
- Rumacon annulicornis
- Rumacon canescens